# BRDM-2
Il BRDM-2, o BTR-40-P2, è un'autoblindo, che dalla sua apparizione nella metà degli anni '60 si è diffuso in grande quantità nei paesi sotto influenza comunista. Essa è una vettura leggera, progettata anzitutto per la mobilità, poi per la potenza di fuoco ed infine per la protezione.

## Tecnica
Ha uno scafo in acciaio saldato, con pareti quasi verticali e la parte superiore assai inclinata.
L'equipaggio, quattro uomini, entra ed esce dalle due botole sul tetto del mezzo, nella parte anteriore: esse sono in effetti le uniche presenti nel mezzo.
È dotato di quattro pneumatici di grandi dimensioni, con pressione controllata centralmente, oltre a due getti d'acqua per la movimentazione in acqua a circa 10 km/h. Il motore V8 a benzina (derivato dal motore GAZ-13), posizionato nella parte posteriore dello scafo, ha 140 cavalli e consente un rapporto peso/potenza di 20:1ton. Nonostante ciò, il carburante è sufficiente per un'autonomia su strada di 750 km. Che la mobilità sia considerata ai massimi livelli di utilità è dimostrato anche dal fatto che il veicolo è dotato di altre quattro ruote di piccolo diametro, abbassabili all'occorrenza, che possono consentire una mobilità di gran lunga superiore a quella dei normali veicoli 4x4, tanto tanto che lo scavo superabile (1,25 m) è addirittura maggiore di quello del Panhard ERC (1,22 m). che è anche un 6x6. Questo fatto spiega anche perché sullo scafo non sono presenti portelli laterali.
L'armamento è la solita torretta da 14,5 mm, capace di ingaggiare efficacemente la maggior parte dei mezzi corazzati leggeri nemici, mentre la corazza è sufficiente solo contro le armi leggere, anche se frontalmente resiste abbastanza bene anche a quelle pesanti, purché da una certa distanza. La dotazione è di 500 colpi da 14,5 e 2000 da 7,62 (molto di più del precedente BRDM-1), mentre l'alzo varia tra -5 e +30.
Tra gli equipaggiamenti disponibili, apparati IR per la visione notturna, sistema NBC, verricello di traino ed addirittura un sistema di navigazione inerziale.
Migliaia di esemplari sono stati prodotti per circa 20 anni, e sono diffusi in decine di Paesi.
A partire dagli anni 2010, i veicoli BRDM-2 iniziarono ad essere ritirati dall'esercito russo e sostituiti dal più moderno veicolo militare GAZ Tigr. Tuttavia, veniva ancora utilizzato in piccole quantità dall’esercito russo durante l’invasione russa dell’Ucraina nel 2022.

## Versioni ed impiego
Il BRDM-2 ha sostituito il vecchio BRDM-1, con migliori prestazioni in ogni livello, e ha dato luogo ad una soluzione ragionevolmente moderna, economica, dotata di grande mobilità. Da essa, non potevano mancare di derivare molti sistemi anche di prima linea:
- BRDM-2 SA-9, con 4 missili antiaerei pronti al lancio. 4 mezzi assegnati ad ogni reggimento corazzato, 16 per divisione.
- BRDM-2 ATGW: vi sono 3 versioni, una con 4 missili AT-2 Swatter, oppure 5 missili AT-3 Sagger, (ampiamente esportata ed impiegata), ed infine una con 6 missili pronti al lancio AT-5 Sparndel, o anche talvolta 2 AT-4 e 3 AT-5. Vi sono almeno una ricarica di missili nello scafo, ma in ogni caso vi è una rampa di lancio a scomparsa, con piastra superiore, e solo 3 uomini di equipaggio. Non vi sono altre armi.
- Ulteriori versioni comprendono mezzi di comando (BRDM-2U, officina, ricognizione NBC BRDM-2 rkh).